# Светозар Вуйович
Светозар Вуйович (босн. Svetozar Vujović, 3 березня 1940, Бальці — 16 січня 1993, Сараєво) — югославський футболіст і боснійський тренер. Він провів всю свою футбольну кар'єру в «Сараєво» і є третім гравцем цього клубу за кількістю матчів — загалом 299 офіційних матчів. Після завершення кар'єри в 1973—1975 роках був тренером «Сараєво». а потім директор клубу до своєї смерті в 1993 році.

## Кар'єра

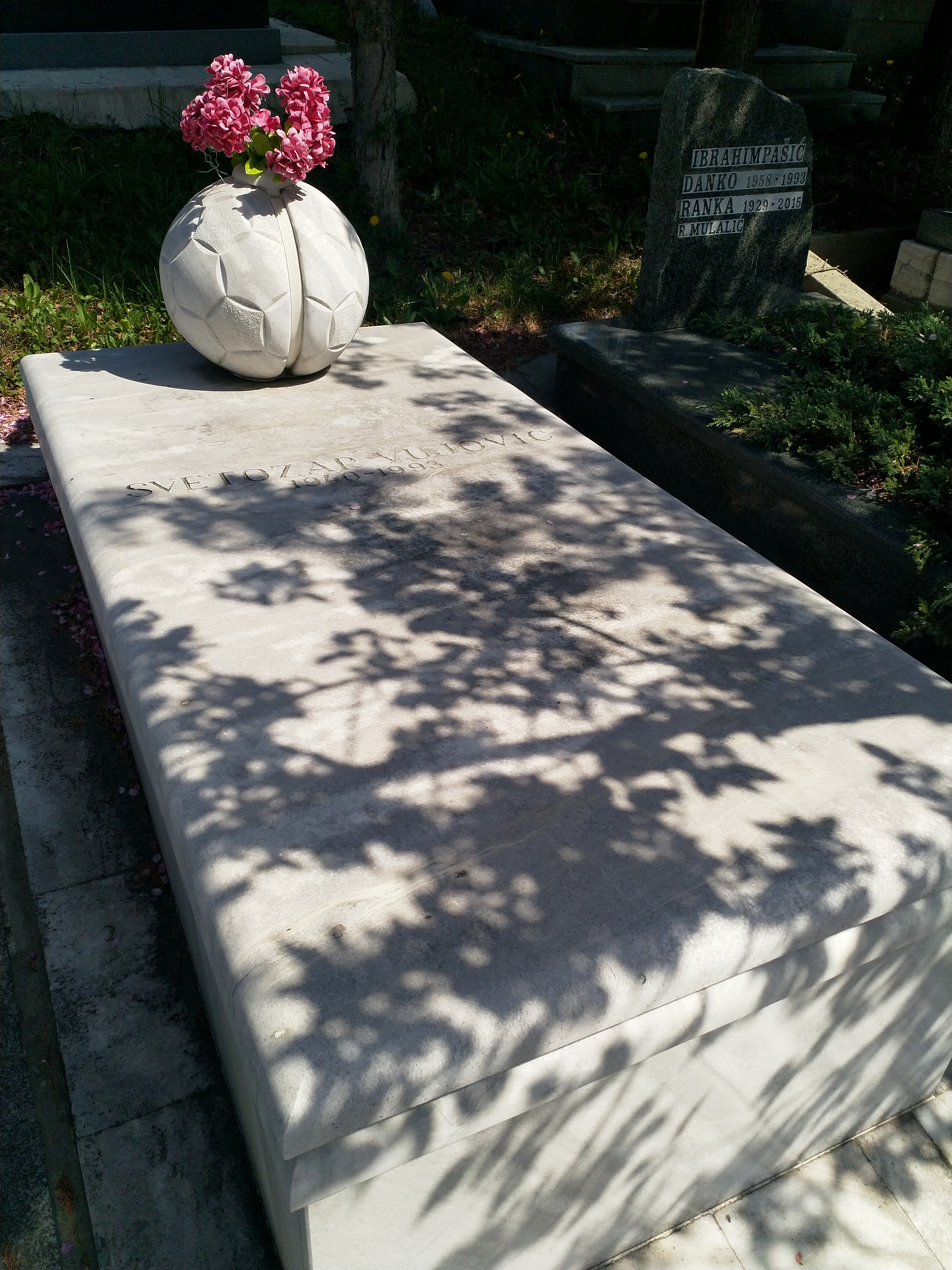
Могила Светозара Вуйовича на Лавському кладовищі в Сараєво

### Як футболіст
Народився в селі Бальці, біля Білечі і розпочав свою футбольну кар'єру в клубі «Радник» (Хаджичі) в 1957 році, а з 1959 року грав за «Сараєво». Мирослав Брозович, тодішній тренер «Сараєва», поставив Вуйовича на позицію захисника. Згодом він також виступав на позиції півзахисника.
Всього він провів за «Сараєво» 444 ігри, 299 офіційних, з яких 254 були в чемпіонаті, і забив вісім голів. Зігравши 299 ігор, Вуйович є третім гравцем з найбільшою кількістю ігор в історії футбольного клубу «Сараєво». У першому сезоні зі своєю командою 1966/67 він виграв чемпіонат Югославії.
За збірну Югославії зіграв у восьми іграх. Він дебютував у матчі проти збірної Румунії в Бухаресті 27 вересня 1963 року, а останню гру за національну збірну провів в Осаці 22 жовтня 1964 року також проти вибору Румунії. Також Светозар грав на Олімпіаді 1964 року, яка проходила у Токіо, проте там команда Югославії не здобула медалей.
1971 року він завершив свою кар'єру через аерофобію, яка в нього розвилась, провівши спільно зі своїм одноклубником Бошко Античем прощальний матч влітку 1972 року з лісабонським «Спортінгом».

### Як тренер
Вуйович був тренером «Сараєва» в період з 1973 по 1975 рік і після цього був призначений директором клубу. У ролі директора, а пізніше президента, Вуйович провів двадцять років у клубі.
Трагічно загинув 16 січня 1993 року у дні облоги Сараєва сербами.

## Титули і досягнення
- Чемпіон Югославії (1):

«Сараєво»: 1966/67